# Luisito Martí

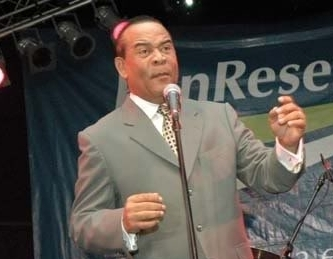
Luisito Martí, 2007

Luisito Martí (Luis Bernardo Martí Hernández; * 1. Februar 1945 in Santo Domingo; † 3. Januar 2010 ebenda) war ein dominikanischer Musiker, Schauspieler, Filmproduzent und Fernsehmoderator.
Martí begann seine Laufbahn als Perkussionist und Chorsänger im Orchester von Johnny Ventura. Er wurde dort bald mit Titeln wie La Muerte de Martín, Que pasa Papo, Te digo ahorita und Mama es la que sabe und humoristischer Moderator der Auftritte des Orchesters bekannt. Mit seinen Songs gewann er mehrere Goldene Schallplatten. 1976 gründete er sein eigenes Orchester El Sonido Original, das mit Titeln wie Gato entre Macuto, Jaleo de Acordeón und El mudo erfolgreich war.
1983 wechselte er in den Comedy-Teil der Show del medio und wurde bald dessen Regisseur. Er schuf hier die populärsten humoristischen Figuren des dominikanischen Fernsehens wie Casimiro Valdez, Belarminio, Cabrera Moquete, El chino Bichan, Leo, Don Efraín, El cubano, Lamparita, Filomeno, Leyito und Balbuena. Letzterer wurde auch Protagonist der Kinofilme Nueva Yol ¡Por fin llegó Balbuena! (1995), Balbuena en Nueva yol – 2 (1996) und Nueba Yol III – Bajo La Nueva Ley (1997), die alle in der Regie von Ángel Muñiz und mit Adalgisa Pantaleón und Raúl Carbonell in den Hauptrollen entstanden.
Nach Herzproblemen erkrankte Martí 2008 an Magenkrebs, dem er im Januar 2010 im Centro de Diagnóstico, Medicina Avanzada y Telemedicina (CEDIMAT) in Santo Domingo erlag.